# Penguin Books
Penguin Books es una editorial británica fundada en 1935 por Allen Lane, con la intención de suministrar literatura de calidad a precios tan asequibles como, en la época, un paquete de cigarrillos, y que fueran vendidos no solo en librerías, sino también en estaciones ferroviarias y en tiendas en general. Sus productos más emblemáticos son sus libros de bolsillo, publicados por primera vez en el año de fundación de la empresa, aunque inicialmente solo como un sello editorial de Bodley Head.
Penguin Books tiene su sede oficial en la Ciudad de Westminster, en Londres, Inglaterra. Actualmente, Penguin Books es el principal sello editorial del grupo internacional Penguin Group (propiedad de Pearson PLC), y es la principal editorial del Reino Unido, Australia, Nueva Zelanda, Irlanda e India.
En 1961 creó la colección Penguin Modern Classics con el objetivo de dar a los grandes escritores modernos una categoría semejante a la de un Homero o un Dickens. Hay al menos seis autores de lengua española incluidos: Jorge Luis Borges, Federico García Lorca, Gabriel García Márquez, Pablo Neruda, Octavio Paz y Javier Marías.
Desde 2013, Penguin Books es un sello de Penguin Random House, un emergente conglomerado mundial que se formó mediante la fusión con la editorial estadounidense Random House.